# Кара-Кудюр
Кара-Кудюр — село в Улаганском муниципальном районе Республики Алтай России, входит в Чибилинское сельское поселение.

## Этимология
Кара-Куjур — букв. чёрный, солонцовый грунт, солончак.

## География
Село расположено в восточной части республики, на левом берегу реки Башкаус в месте впадения в неё реки Каракудюр, в 10 км к северо-западу от Улагана и в 195 км к юго-востоку от Горно-Алтайска. Имеется тупиковая подъездная дорога от села Чибиля.

## Население
| 2010 | 2011 | 2012 | 2013 | 2014 | 2015 | 2016 |
| ---- | ---- | ---- | ---- | ---- | ---- | ---- |
| 348  | →348 | ↘347 | ↗348 | →348 | ↗350 | ↘344 |